# Стефан Первомученик
Запрос «Святой Стефан» перенаправлятся сюда; о православном святителе см. Стефан Пермский, о венгерском короле см. Иштван I Святой
Стефа́н Первому́ченик (греч. Πρωτομάρτυρας Στέφανος) — первый христианский мученик, происходивший из диаспоры евреев; был привлечён к суду Синедриона и побит камнями за христианскую проповедь в Иерусалиме около 33—36 годов.
Основной источник сведений о служении и мученичестве святого Стефана — библейская книга Деяний святых Апостолов (главы 6—8).
Почитается христианской церковью как святой, архидиакон и апостол от семидесяти. Память в православии празднуется 27 декабря (9 января) шестеричным богослужением; в католицизме — 26 декабря.
Художественно-символически изображается с камнем на голове (камень — знак казни, которую претерпел святой Стефан за свою проповедь — побиения камнями), иногда и на плечах, и с пальмовой ветвью в руке, символом победы над смертью.

## Служение и мученичество
Согласно книге Библии, Книге Деяний святых апостолов, Стефан вместе с ещё шестью единоверцами был избран апостолами диаконом (служителем) для поддержания порядка и справедливости при «ежедневном раздаянии потребностей» (Деян. 6:1) (Святые диаконы). Избрание диаконов произошло после возмущений несправедливыми раздачами, возникших в среде христиан из «эллинистов», то есть, как обычно трактуется это слово, евреев, приехавших в Иерусалим из диаспоры и говоривших на греческом языке. Сам Стефан, носивший греческое имя (др.-греч. Στέφανος, «венок»), скорее всего, также происходил из диаспоры.
Как видно из Деян. 6:8, деятельность Стефана не ограничивалась возложенным на него апостолами служением. Он, как и сами апостолы, проповедовал в Иерусалиме слово Божие, «совершал великие чудеса и знамения в народе» (Деян. 6:8) и был привлечён к суду вступившими с ним в спор представителями синагоги (или синагог) евреев диаспоры (Деян. 6:9). Приводимая в книге Деяний речь Стефана на суде Синедриона (Деян. 7:2—53) позволяет сделать предположение, что́ именно в проповеди Стефана было расценено как «хульные слова на святое место сие и на закон», когда обвинители его говорили о перемене обычаев, заповеданных Моисеем и повторяли прежнее ложное обвинение Иисуса Христа в намерении разрушить Храм (Деян. 6:13, 14; ср. Ин. 2:21). Речь Стефана — самая длинная из многочисленных речей, приводимых в книге Деяний — представляет собой своеобразный пересказ истории Израиля. Оправдываясь от обвинений в хуле на Закон (Тору) и Моисея, Стефан начинает рассказ с выхода Авраама из Месопотамии и через историю Иосифа и Моисея доходит до строительства Соломоном Иерусалимского храма. Исследователи видят в речи Стефана ряд параллельных противопоставлений:
- истинный пророк и законодатель Моисей — Аарон, сделавший золотого тельца (Деян. 7:39—41);
- Давид, которому было запрещено строить Храм (2 Цар. 7), — Соломон, построивший Храм;
- Скиния — Храм.

Также Стефан указывает на параллели между отвержением как ещё порабощённых, так и уже изведённых из Египта евреев Моисея как начальника и судьи и отвержением своими современниками Иисуса как Мессии, как и на подобную параллель с продажей Иосифа завистливыми братьями язычникам в Египет (Деян. 7:9, 10; Деян. 7:23—29).
Говоря о Храме, Стефан приводит слова пророка Исайи (Ис. 66:1, 2, Деян. 7:49, 50), чтобы доказать, что «Всевышний не в рукотворённых храмах живёт» (Деян. 7:48). Эпитет «рукотворённый» употреблялся по отношению к языческим идолам, и применительно к Храму звучало как богохульством. По мнению большинства исследователей, именно критика храмового культа, возникшая в среде христиан из «эллинистов», и стала причиной «великого гонения на церковь в Иерусалиме» (Деян. 8:1), начавшегося с ареста Стефана. По-видимому, еврейская сосредоточенность на Иерусалиме и Храме казалась Стефану и его единомышленникам плохо совместимой со вселенским характером христианского благовестия. Это мнение сообразно со словами Иисуса Христа самарянке: «Поверь Мне, что наступит время, когда и не на горе сей, и не в Иерусалиме будете поклоняться Отцу [..] истинные поклонники будут поклоняться Отцу в духе и истине, ибо таких поклонников Отец ищет Себе: Бог есть дух, и поклоняющиеся Ему должны поклоняться в духе и истине.» (Ин. 4:21—24). В конце речи, обвинив своих судей в убийстве пришедшего, согласно предсказаниям Моисея (Деян. 7:37) и убитых «отцами их» же пророков (Деян. 7:52), Праведника, Стефан, по рассказу книги Деяний, испытал теофанию: «вот, я вижу небеса отверстые и Сына Человеческого, стоящего одесную Бога». Эти слова были восприняты как предельное богохульство, так что слушавшие затыкали уши и заглушали речь Стефана криком, после чего «устремились на него, и, выведши за город, стали побивать камнями» (Деян. 7:55—57).
Не совсем ясно, был ли Стефану вынесен смертный приговор, или его побила камнями разгневанная толпа, не ставшая даже дожидаться окончания суда. Сцена убийства столь отличается от процедуры казни каменованием (лапидации), описанной в Мишне («Санхедрин» 6:1 — 4), что производит скорее впечатление линчевания толпой, несмотря на упоминание свидетелей, сложивших свои одежды у ног юноши Савла, будущего апостола Павла. Кроме того, даже если смертный приговор Стефану был вынесен, нельзя было, по свидетельству Евангелия от Иоанна Ин. 18:31, приводить его в исполнение без санкции римской власти. Вероятно, небольшой римский гарнизон в Иерусалиме не смог справиться со внезапным возмущением, почему и не препятствовал убиению Стефана.
Побиваемый камнями Стефан просит Иисуса Христа принять его дух, молится об убийцах и умирает.
В Деян. 8:2 говорится о погребении и «великом плаче» над Стефаном.

### Параллели со Страстями Христовыми
| Евангелие от Луки | Деяния Апостолов |
| Синедрион прекращает судебное заседание после слов Иисуса (22:69—71): Отныне Сын Человеческий воссядет одесную силы Божией. И сказали все: итак, Ты Сын Божий? Он отвечал им: вы говорите, что Я. Они же сказали: какое ещё нужно нам свидетельство? ибо мы сами слышали из уст Его. | Заседание Синедриона прерывается после слов Стефана (7:56—58): вот, я вижу небеса отверстые и Сына Человеческого, стоящего одесную Бога. Но они, закричав громким голосом, затыкали уши свои, и единодушно устремились на него, и, выведя за город, стали побивать его камнями. |
| Молитва о прощении (23:34): Отче! прости им, ибо не знают, что делают. | (7:60): И, преклонив колени, воскликнул громким голосом: Господи! не вмени им греха сего. |
| Последние слова перед смертью (23:46): Иисус, возгласив громким голосом, сказал: Отче! в руки Твои предаю дух Мой. И, сие сказав, испустил дух. | (7:59): и побивали камнями Стефана, который молился и говорил: Господи Иисусе! приими дух мой. |

Важной параллелью к истории Стефана является также Мк. 14:57, 58:
И некоторые, встав, лжесвидетельствовали против Него и говорили: мы слышали, как Он говорил: Я разрушу храм сей рукотворённый, и через три дня воздвигну другой, нерукотворённый.
 Здесь по отношению к Храму употреблено то же слово «рукотворённый» (др.-греч. χειροποίητος), что и в речи Стефана. Эти слова представлены как лжесвидетельство, но у Иоанна (Ин. 2:19) речение, говорящее о разрушении Храма (хотя и трактуемое Иоанном в иносказательном смысле (Ин. 2:21)), принадлежит уже самому Иисусу. Обвинение, предъявленное Стефану, также приписывает ему слова о будущем разрушении Храма Иисусом (Деян. 6:14). Вполне возможно, что Стефан в своей критике Храма действительно опирался на слова о Храме, приписываемые или принадлежащие Иисусу и понимаемые как суд над Храмом.

### Интерпретации

#### Конфликт «евреев» и «эллинистов»
Согласно широко распространённой среди библеистов и историков христианства точке зрения, то, что в Книге Деяния Святых апостолов (Деян. 6:1) представлено как временный конфликт из-за непорядка в управлении общиной, могло быть симптомом «первого конфессионального раскола в церковной истории». Многие исследователи видят в семи служителях вождей «эллинистов», не столько подчинённых, сколько противостоящих Двенадцати. Исходя из особенностей речи Стефана, можно предположить, что при её написании Евангелист Лука опирался на источник, довольно точно передававший взгляды «эллинистов». В то же время, христиане из «евреев» (то есть, говорившей по-арамейски коренной иерусалимской общины) оставались, по всей видимости, строгими приверженцами храмового культа. На это может указывать тот факт что, по сообщению Луки (Деян. 8:1), во время гонений «все, кроме апостолов, рассеялись по разным местам Иудеи и Самарии». Под «апостолами» здесь, возможно, следует понимать консервативную («иудеохристианскую») общину христиан из «евреев». Иначе трудно представить, что гонения затронули всех, кроме вождей движения, которых должны были схватить в первую очередь. Впоследствии, руководимая братом Господним Иаковом иерусалимская община оставалась оплотом консервативного иудейского христианства. Впрочем, некоторые исследователи ставят под сомнение общепринятую теорию о разделении ранней церкви на «эллинистов» и «евреев». Историчность рассказа Луки о самом Стефане также подвергается сомнению. По словам одного из исследователей, «мы почти ничего не знаем о Стефане за исключением самого факта мученичества».

## Церковное почитание святого Стефана

### День памяти
Первые упоминания о церковном празднике, посвящённом памяти святого Стефана, содержатся в Надгробном слове в память святителя Василия Великого, написанном его братом Григорием Нисским (381), «Апостольских установлениях» (называют не только день памяти святого Стефана, но и включают его имя в молитву на поставление диакона) и сирийском месяцеслове конца IV века, указывающем дату 26 декабря, следующий день после Рождества Христова: «Мы один праздник совершаем вслед за другим. Вчера Владыка Мира призывал нас на свой пир, а сегодня последователь Господа — Стефан. Вчера Христос облёкся в человеческую плоть ради нас людей, а сегодня Стефан оставил землю ради Христа». Эта же дата упоминается в ранних армянских и латинских источниках. Позднее, в Византии 26 декабря стало днём празднования Собора Пресвятой Богородицы, и в VII веке почтение памяти святого Стефана было перенесено на третий день праздников, 27 декабря. Византийская традиция сохранилась в православии, в то время как западные церкви по-прежнему придерживаются даты 26 декабря.
Отдельные празднования установлены по случаю обретения и перенесения мощей святого Стефана:
- 15 сентября (28 по новому стилю) сентября Православная церковь отмечает обретение мощей первомученика архидиакона Стефана, 2 (15) августа — перенесение из Иерусалима в Константинополь мощей первомученика архидиакона Стефана[25];
- в католичестве обретение мощей первомученика традиционно отмечалось 3 августа.

### Почитание мощей

#### Обретение мощей
Мощи святого Стефана были обретены почти через четыре века после его смерти, в 415 году. История их нахождения описана палестинским священником Лукианом в «Послании ко всем Церквам об открытии мощей мученика Стефана». Лукиан сообщает, что место погребения ему указал в ночных видениях Гамалиил, похоронивший Стефана на собственном земельном участке неподалёку от Иерусалима, в Кафар-Гамале («веси Гамалиила»). По рассказу Лукиана, при открытии могилы воздух наполнился благоуханием, словно в раю, и в округе исцелились от болезней и одержимости 73 человека. Мощи были перенесены в Сионскую церковь в Иерусалиме, однако часть праха и несколько костей Лукиан передал находившемуся тогда в Палестине испанскому священнику Авиту, который отправил их вместе с латинским переводом письма Лукиана бражскому епископу Балхонию. Вёз реликвии Павел Орозий, возвращавшийся на запад после Диоспольского собора 415 года, на котором рассматривались обвинения против Пелагия. Однако до Браги Орозий не добрался из-за шедшей тогда в Испании войны. В результате часть привезённых Орозием реликвий оказалась на Менорке, часть — в североафриканском городе Узалисе, а впоследствии и в нескольких соседних городах.

#### Распространение культа мощей святого Стефана
Из «Послания ко всем Церквам» епископа Менорки Севера известно, что в начале февраля 417 или 418 года Орозий высадился на этом острове, но не сумел перебраться в Испанию и был вынужден отправиться в Северную Африку, оставив реликвии в одном из меноркских храмов. Как следует из послания Севера, прибытие мощей на остров спровоцировало серьёзный конфликт между христианской и иудейской общинами, приведший, в частности, к сожжению местной синагоги. Результатом этих событий и обретённого патроната святого Стефана стало массовое обращение более чем пятисот иудеев. Независимо от того, насколько рассказ Севера соответствует действительности, в нём можно видеть свидетельство развития внутри культа святого Стефана (убитого, в отличие от большинства христианских мучеников, не римлянами, а иудеями) антисемитской составляющей.
Часть привезённых реликвий оказалась в 418 году в североафриканском Узалисе, епископом которого был друг святого Августина Эводий. Прибытие мощей в город и последовавшие за этим многочисленные чудесные исцеления описаны в составленной по указанию Эводия книге «О Чудесах святого Стефана Первомученика». Раки с частичками мощей святого (memoriae) были со временем установлены и в соседних городах, в том числе в Карфагене и Гиппоне (425 год). Августин, епископ Гиппонский, когда-то насторожённо относившийся к поклонению останкам мучеников, приветствовал и укреплял культ святого Стефана. По его настоянию записывались и делались общественным достоянием рассказы о чудесных исцелениях от мощей (т. н. libelli miraculorum; пример такого отчёта сохранён в одной из проповедей Августина). Августин посвятил ряд проповедей самому́ святому (Sermones 314—319) и чудесным исцелениям (Sermones 320—324); о чудесах от мощей святого рассказывается также в последней книге трактата «О Граде Божием». Археологические находки подтверждают широкое распространение культа первомученика в Северной Африке. Та небольшая часть мощей Стефана, которую Орозий увёз на запад, прославилась своей чудодейственностью больше, чем мощи, перенесённые в Сионскую церковь в Иерусалиме.
Часть остававшихся в Сионской церкви мощей святого Стефана была перевезена в 439 году в Константинополь императрицей Евдокией, супругой Феодосия II, и помещена, возможно позднее, в церкви Святого Лаврентия, построенной сестрой императора Пульхерией. Византийский историк IX века Феофан Исповедник упоминает в «Хронографии», что ещё в 428 году (вариант датировки: 421 год) иерусалимский епископ передал в Константинополь десницу святого Стефана в благодарность за щедрость императора Феодосия II и Пульхерии. Это сообщение Феофана не находит подтверждения в ранних источниках. Сообщение Анастасия Библиотекаря о переносе мощей святого Стефана, состоявшемся в правление Константина, малодостоверно. В самом Иерусалиме, на предполагаемом месте мученичества (за северными воротами города), Евдокией была построена базилика Святого Стефана, в которую была перенесена часть реликвий. «Житие святой Мелании младшей» также сообщает о принадлежавших этой святой мощах Стефана, которые она поместила в 438 году в построенном ей мартирии на Масличной горе (см. ниже).
Многочисленные источники подтверждают быстрое и широкое распространение культа мощей святого Стефана. Среди мест поклонения мощам святого, упоминаемых в раннесредневековых источниках:
- Базилика Святого Лаврентия в Риме (Сан-Лоренцо-фуори-ле-Мура). Останки святого Стефана, лежащие вместе с мощами святого Лаврентия под алтарём этой церкви, были привезены из Константинополя папой Пелагием II в конце VI века[42].
- Анкона, где, согласно Августину[37], хранился локоть святого.
- Часовня Святого Стефана в Меце. Как сообщает Григорий Турский[43], в разрушенном гуннами в 451 году городе лишь эта часовня осталась нетронутой благодаря заступничеству святого.
- В Испании: город Оссет рядом с Севильей; епископат Медина-Сидония.

Помимо собственно мощей, почитались и т. н. контактные реликвии, связанные со святым Стефаном. В разное время, в Сионской церкви в Иерусалиме, Арле, Флоренции, Соборе Парижской Богоматери и других местах демонстрировались камни, которыми был побит Стефан. Чудесные явления святого приводили к возникновению также новых реликвий. Одна из таких святынь — платок, освящённый явлением святого в Бордо, — использовалась епископом этого города Бертрамом (умер в 585 году) как источник контактных реликвий для новых церквей. Наконец, уже упомянутая книга «О Чудесах святого Стефана Первомученика» рассказывает о нерукотворном образе Стефана, изображающем победу святого над демоном.
.

##### Армянская апостольская церковь
Десница святого Стефана хранилась в древнем армянском монастыре Ованаванк, после чего мощи святого были перенесены на хранение в религиозный и духовный центр Армянской апостольской церкви Эчмиадзинский кафедральный собор.

##### Православные церкви
Известно о нахождении мощей святого Стефана в следующих православных монастырях:
- в Крестовоздвиженской церкви на Ближних пещерах Киево-Печерской лавры (Украина) хранится большой палец правой руки святого Стефана. Он был привезён в монастырь в 1717 году из Нямецкого монастыря (Румыния) и первоначально хранился в Успенском соборе Лавры. В XIX веке для него была изготовлена серебряная рака весом в 150 кг. На её крышке было изображение святого Стефана в полный рост, а на месте руки была помещена реликвия. Раку установили в Стефаниевском пределе Успенского собора. Сейчас эта рака находится в коллекции Национального Киево-Печерского историко-культурного заповедника. В 1990-х годах с неё сделана копия из кипариса, в которой и хранится теперь перст святого;
- в Серапионовой палате Троице-Сергиевой лавры хранится десница первомученика (до локтя);
- в афонских монастырях Зограф, Ставроникита, Констамонит хранятся небольшие частицы мощей[47].

### Некоторые храмы, посвящённые св. Стефану
Основная статья: Церковь Святого Стефана
В списке приведены как действующие, так и известные из письменных или археологических источников храмы
- Базилика Святого Стефана в Иерусалиме
- Мартирий на Масличной горе, находившийся на территории основанного в 435 году святой Меланией младшей мужского монастыря[48].
- Собор Святого Стефана (Мец)
- Базилика Святого Стефана в Риме (Санто-Стефано-Ротондо) (V век)[49]
- Три церкви Святого Стефана в Константинополе, одна из них на территории императорского дворца[30]
- Церковь Святого Стефана в Эдессе[50]
- Собор Парижской Богоматери, возникший в результате объединения церквей Святого Стефана и (более поздней) церкви Богоматери[51]
- Кафедральный собор Буржа, под алтарём которого хранится сосуд с кровью святого
- Церковь Святого Стефана (Несебыр)
- Монастырь и часовня Святого Стефана в Метеорах
- Собор Святого Стефана в Вене
- Кафедральный собор Святого Стефана (Пассау)
- Церковь Святого Стефана (Кидекша)
- Монастырь Святого Стефана (Дарашамб)

## Св. Стефан в христианской литературе
Основным источником сведений о Стефане является библейская книга Деяний Апостолов. В других книгах Нового Завета Стефан не упоминается. Многим исследователям представляется особенно удивительным, что имя Стефана не встречается у апостола Павла, чьё присутствие при убийстве святого упоминается у Луки, и чьи послания во многом близки в своём богословии отдельным положениям речи Стефана на суде. Отсутствует имя Стефана и в писаниях апостольских мужей и ранних христианских апокрифах. В литературе II — III вв. имя первомученика встречается чрезвычайно редко. Среди немногочисленных авторов, упоминающих о Стефане: Евсевий Кесарийский в описании секты николаитов, получившей своё название по имени одного из шестерых товарищей Стефана («Церковная история», 3.29.1), и в сохранённом Евсевием рассказе о мучениках Лиона и Вены, бравших за образец поведение первомученика перед лицом насильственой смерти («Церковная история», 5.2.5); Ириней Лионский («Опровержение ересей», 3.12.10, 3.12.13, 4.15.1), чей рассказ целиком основан на книге Деяний; Тертуллиан, приводящий Стефана как образец терпения («О терпении», 14.1).
Начиная с IV века упоминания о Стефане в трудах отцов церкви становятся более частыми. В частности, имя первомученика встречается у Афраата, сирийского писателя первой половины IV в., и его младшего современника Ефрема Сирина, составившего комментарий на книгу Деяний. Этот комментарий, сохранившийся в армянском переводе и в целом опирающийся на новозаветный текст, содержит однако два утверждения, свидетельствующие о знакомстве Ефрема с преданием о Стефане, не вошедшим в канонический библейский текст. Ефрем пишет, что Стефана опасались из-за его знаний, а также упоминает о тесной дружбе первомученика с Гамалиилом. Позднее, это предание найдёт отражение во многих текстах, сближающих Стефана с Гамалиилом.
Другой комментарий на книгу Деяний, дошедший до нас в отрывках, был составлен александрийским богословом IV века Дидимом Слепцом. Примерно в то же время Григорий Нисский написал две проповеди-энкомия, посвящённые св. Стефану. Началом V века датируются «Беседы на книгу Деяний апостолов» Иоанна Златоуста. Златоуст так объясняет причину, побудившую его заняться толкованием именно этой книги Священного Писания:
Многие не знают даже и того, что эта книга существует, — (не знают) ни самой книги, ни того, кто её написал и составил. Поэтому-то в особенности я и решился заняться этим произведением, чтобы и научить незнающих, и не допустить, чтоб такое сокровище таилось и оставалось в неизвестности (Беседа I, 1).
Это свидетельство Златоуста о малоизвестности книги Деяний может быть напрямую связано с тем фактом, что св. Стефан столь редко упоминается в литературе первых веков христианства.
Сохранился также панегирик св. Стефану, сочинённый Исихием Иерусалимским (ум. около 450 г.)
Рассказы из книги «О Граде Божием» о чудесах от мощей св. Стефана вошли позднее в средневековые жития святых, в частности, в «Золотую легенду» Иакова Ворагинского.

## Св. Стефан в искусстве
Стефан обычно изображается молодым, безбородым, с тонкими чертами лица, облачённым в диаконский далматик, стихарь и орарь. На самых ранних изображениях, таких как мозаика церкви Сан-Лоренцо-фуори-ле-Мура в Риме (VI в.), Стефан одет только в диаконское облачение поздней античности: тунику с белым верхом. На ранних изображениях Стефан держит в руках пальмовую ветвь мученика и Евангелие. Позже к этим атрибутам прибавляются камни, лежащие на голове, плечах, в складках одежды, в руках, на книге или у ног святого. Иногда камни обагрены кровью. На некоторых изображениях Стефан держит кадило. Существуют также изображения Стефана в группе семерых служителей (диаконов, см.: Деяния святых апостолов гл. 6, стихи 3 - 5). На западе, прежде всего в Риме, Стефана часто изображали вместе с другим диаконом и мучеником: св. Лаврентием (например, на фресках церкви Сан-Винченцо-аль-Вольтурно, IX в., фрески в капелла Никколина в Ватикане).